# Sohanti
Les Sohanti sont un peuple d'Afrique de l'Ouest, présent au Mali, au Burkina Faso, au Niger et au Bénin. C'est un sous-groupe des Sonrhaï, formé essentiellement de chamans. Protecteurs de la société songhai, leur statut est différent selon les régions. Dans le departement de Téra, au Niger, ce sont les prêtres et devins des chefs de village. Ils pratiquent la circoncision des enfants (gunu ou wanzam appelé bessagunu à Gaya). Ils sont craints pour leur savoir mystique et religieux, tout comme les autres magiciens de la société songhay, tels les gaw (chasseurs) ou les sorko (pêcheurs).